# Wucheng (sockenhuvudort i Kina, Shanxi Sheng, lat 39,83, long 113,62)
Wucheng är en sockenhuvudort i Kina. Den ligger i provinsen Shanxi, i den norra delen av landet, omkring 240 kilometer nordost om provinshuvudstaden Taiyuan. Antalet invånare är 8 009. Befolkningen består av 3 947 kvinnor och 4 062 män. Barn under 15 år utgör 16,0 %, vuxna 15-64 år 73 %, och äldre över 65 år 9,0 %.
Runt Wucheng är det ganska tätbefolkat, med 172 invånare per kvadratkilometer. Närmaste större samhälle är Caicun, 10,3 km söder om Wucheng. Trakten runt Wucheng består i huvudsak av gräsmarker.
Genomsnittlig årsnederbörd är 679 millimeter. Den regnigaste månaden är juli, med i genomsnitt 165 mm nederbörd, och den torraste är januari, med 4 mm nederbörd.